# Herbert MacKay-Fraser
Herbert MacKay-Fraser (* 23. Juni 1927 in der Provinz Pernambuco, Brasilien nach anderen Angaben in Connecticut; † 14. Juli 1957 in Reims, Frankreich) war ein US-amerikanischer Rennfahrer.

## Karriere
Als Sohn eines wohlhabenden amerikanischen Besitzers einer brasilianischen Kaffee-Plantage war er einer von vielen finanziell unabhängigen US-Boys, die sich seit Anfang der 1950er-Jahre im europäischen Motorsport betätigten.
MacKay-Fraser machte seine ersten Erfahrungen auf dem Kontinent am Steuer seines eigenen Ferrari Monza während der Sportwagenrennen im Jahre 1955. In der Folgezeit stellte er seine große Fahrzeugbeherrschung an dem Voilant der leichtgewichtigen Lotus-Sportwagen Colin Chapmans zwischen 1956 und 1957 unter Beweis.
Als B.R.M. bereits nach dem dritten Rennen der Formel-1-Saison 1957 durch den Weggang Roy Salvadoris zu Vanwall ein freies Cockpit hatte, erhielt Herbert in Rouen-les-Essarts auf Empfehlung Chapmans seine erste Chance auf einem richtigen Formel-1-Monoposto. Bereits der 12. Startplatz war für einen Rookie eine saubere Leistung, doch sein Blitzstart brachte ihn bereits während der ersten Runde des langen Kurses auf den überraschenden sechsten Platz. Dort kämpfte er mit wesentlich höher eingeschätzten Fahrern wie Harry Schell und Peter Collins durchaus auf Augenhöhe. Doch bereits nach einem Drittel der Renndistanz ereilte seinen Boliden der mechanische Defektteufel. Eine Antriebswelle scherte ab, so dass MacKay-Fraser aufgeben musste. Da auch sein Teamkollege Ron Flockhart einen Aufsehen erregenden Highspeedcrash mit viel Glück überlebte, startete B.R.M. wieder einmal eine seiner typischen „Denkpausen“.
Nach diesem erfolgversprechenden Debüt erwarteten viele Fachleute von dem Amerikaner große Leistungen. Doch nur wenige Tage später verunglückte er am Steuer eines leichtgewichtigen Lotus Eleven bei einem Jubiläumsrennen der Formel 2 auf dem Circuit de Reims-Gueux tödlich.
Der dank seines breiten Lächelns und unvoreingenommenen Auftretens beliebte Fahrer war der vierte Formel-1-Fahrer des Jahres 1957, der tödlich verunglückte.

## Statistik

### Statistik in der Automobil-Weltmeisterschaft

#### Gesamtübersicht
| Saison | Team                     | Chassis | Motor      | Rennen | Siege | Zweiter | Dritter | Poles | schn. Rennrunden | Punkte | WM-Pos. |
| ------ | ------------------------ | ------- | ---------- | ------ | ----- | ------- | ------- | ----- | ---------------- | ------ | ------- |
| 1957   | Owen Racing Organisation | BRM P25 | BRM 2.5 L4 | 1      | −     | −       | −       | −     | −                | −      | NC      |
| Gesamt | Gesamt                   | Gesamt  | Gesamt     | 1      | −     | −       | −       | −     | −                | −      |         |

#### Einzelergebnisse
| Saison | 1 | 2 | 3   | 4 | 5 | 6 | 7 | 8 |
| ------ | - | - | --- | - | - | - | - | - |
| 1957   |   |   |     |   |   |   |   |   |
|        |   |   | DNF |   |   |   |   |   |

| Legende  | Legende            | Legende                                                          |
| Farbe    | Abkürzung          | Bedeutung                                                        |
| -------- | ------------------ | ---------------------------------------------------------------- |
| Gold     | –                  | Sieg                                                             |
| Silber   | –                  | 2. Platz                                                         |
| Bronze   | –                  | 3. Platz                                                         |
| Grün     | –                  | Platzierung in den Punkten                                       |
| Blau     | –                  | Klassifiziert außerhalb der Punkteränge                          |
| Violett  | DNF                | Rennen nicht beendet (did not finish)                            |
| Violett  | NC                 | nicht klassifiziert (not classified)                             |
| Rot      | DNQ                | nicht qualifiziert (did not qualify)                             |
| Rot      | DNPQ               | in Vorqualifikation gescheitert (did not pre-qualify)            |
| Schwarz  | DSQ                | disqualifiziert (disqualified)                                   |
| Weiß     | DNS                | nicht am Start (did not start)                                   |
| Weiß     | WD                 | zurückgezogen (withdrawn)                                        |
| Hellblau | PO                 | nur am Training teilgenommen (practiced only)                    |
| Hellblau | TD                 | Freitags-Testfahrer (test driver)                                |
| ohne     | DNP                | nicht am Training teilgenommen (did not practice)                |
| ohne     | INJ                | verletzt oder krank (injured)                                    |
| ohne     | EX                 | ausgeschlossen (excluded)                                        |
| ohne     | DNA                | nicht erschienen (did not arrive)                                |
| ohne     | C                  | Rennen abgesagt (cancelled)                                      |
| ohne     | keine WM-Teilnahme |                                                                  |
| sonstige | P/fett             | Pole-Position                                                    |
| sonstige | 1/2/3/4/5/6/7/8    | Punktplatzierung im Sprint-/Qualifikationsrennen                 |
| sonstige | SR/kursiv          | Schnellste Rennrunde                                             |
| sonstige | *                  | nicht im Ziel, aufgrund der zurückgelegten Distanz aber gewertet |
| sonstige | ()                 | Streichresultate                                                 |
| sonstige | unterstrichen      | Führender in der Gesamtwertung                                   |

### Le-Mans-Ergebnisse
| Jahr | Team              | Fahrzeug     | Teamkollege     | Platzierung            | Ausfallgrund  |
| ---- | ----------------- | ------------ | --------------- | ---------------------- | ------------- |
| 1956 | Lotus Engineering | Lotus Eleven | Colin Chapman   | Ausfall                | Antriebswelle |
| 1957 | Lotus Engineering | Lotus Eleven | Jay Chamberlain | Rang 9 und Klassensieg |               |

### Einzelergebnisse in der Sportwagen-Weltmeisterschaft
| Saison | Team                         | Rennwagen                             | 1   | 2   | 3   | 4   | 5   | 6   | 7   |
| ------ | ---------------------------- | ------------------------------------- | --- | --- | --- | --- | --- | --- | --- |
| 1956   | Joakim Bonnier Robert Tappan | Alfa Romeo Giulietta SV Ferrari 500TR | BUA | SEB | MIM | NÜR | KRI |     |     |
| 1956   | Joakim Bonnier Robert Tappan | Alfa Romeo Giulietta SV Ferrari 500TR |     |     |     | 11  | 9   |     |     |
| 1957   | Dan Margulies Lotus          | Lotus Eleven                          | BUA | SEB | MIM | NÜR | LEM | KRI | CAR |
| 1957   | Dan Margulies Lotus          | Lotus Eleven                          |     |     |     | DNF | 9   |     |     |